# Modehaus Garhammer
Das Modehaus Garhammer ist ein Familienunternehmen in Waldkirchen. Mit knapp 500 Mitarbeitern gehört es zu den größten Arbeitgebern der Region. Geschäftsführer sind die Urenkel des Gründers Johann Garhammer, Christoph (seit 1997) und Johannes Huber (seit 2010).

## Geschichte

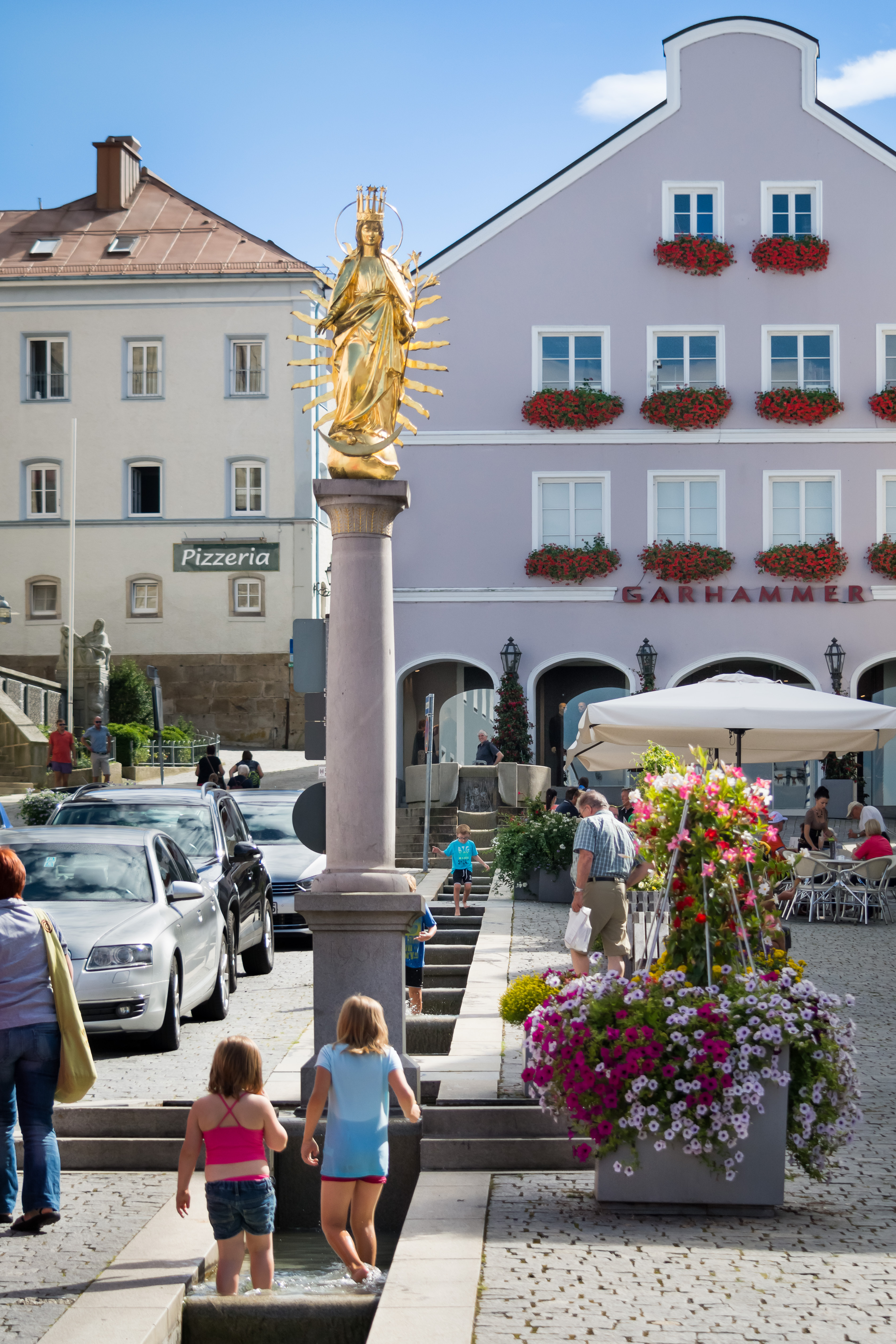
Der ältere Gebäudeteil des Komplexes am Marktplatz-Waldkirchen (rechts)

Das Haus wurde 1896 von Johann Garhammer am Marktplatz von Waldkirchen gegründet. Am Ende des Zweiten Weltkriegs wurde das Gebäude zerstört (wie auch die benachbarte Stadtkirche). Nach dem Krieg begann der Wiederaufbau. 1987 hatte das Unternehmen 170 Mitarbeiter und 3700 Quadratmeter Verkaufsfläche.
2013 wurden für die umfangreiche Erweiterung des Modehauses 15 Millionen Euro investiert. Das Architekturbüro Blocher Blocher Partners entwarf einen modernen Bau mit Einbindung im Westen in die denkmalgeschützte Ringmauer (um 1460) und im Osten in die unter Ensembleschutz stehende Altstadt. Die Verkaufsfläche wurde um fast 3000 auf nun 9000 Quadratmeter vergrößert. 

## Restaurant Johanns
Das nach dem Umbau im Dachbereich eröffnete Restaurant Johanns, benannt nach dem Firmengründer, wird seit 2014 unter Michael Simon Reis mit einem Michelinstern ausgezeichnet.

## Unternehmen
Stammkunden des Modehauses kommen aus ganz Bayern und dem nahen Österreich. Es gibt über 70.000 Kundenkarten, bis zu 4.000 kommen jährlich dazu. Nach Unternehmensangaben kaufen mehr als 1000 Münchner mindestens zweimal im Jahr mit ihrer Kundenkarte bei Garhammer ein. 3000 Stammkunden kommen aus Österreich.
2014 wurde das Modehaus vom Handelsverband Deutschland zum Store of the Year gekürt. Die Jury würdigte die vorbildliche Einbindung der denkmalgeschützten Ringmauer (1460–1470) in das Bauwerk. Im gleichen Jahr zählte das Modehaus zu den sechs Nominierten für den World Retail Award in der Kategorie Häuser mit über 1200 Quadratmetern.

## Auszeichnungen
- 1999: Bayerischer Qualitätspreis: Unternehmensqualität im Einzelhandel[11]
- 2006: Deutscher Handelspreis, in der Kategorie Management-Leistung in einer Nische des Einzelhandels
- 2014: Store of the Year, Handelsverband Deutschland[9]
- 2014: Ein Michelinstern für das integrierte Restaurant Johanns unter Michael Simon Reis[7]